# Regiment Infanterie Menno van Coehoorn
Het Regiment Infanterie Menno van Coehoorn was een Nederlands infanterie regiment dat de tradities voortzette van het 3e Regiment Infanterie uit Bergen op Zoom. Deze stad was door generaal-majoor/vestingbouwkundige Menno van Coehoorn ingericht als vesting en lange tijd een zwaar verdedigde stad. Vanaf 1950 zette het regiment tevens de traditie voort van het Mitrailleur Depot en vanaf 1953 van het 3e Regiment Infanterie, beide gevestigd in de Tapijnkazerne te Maastricht. Vanaf 1977 zette het ook de traditie voort van het voormalige 4e Regiment Infanterie uit Leiden.

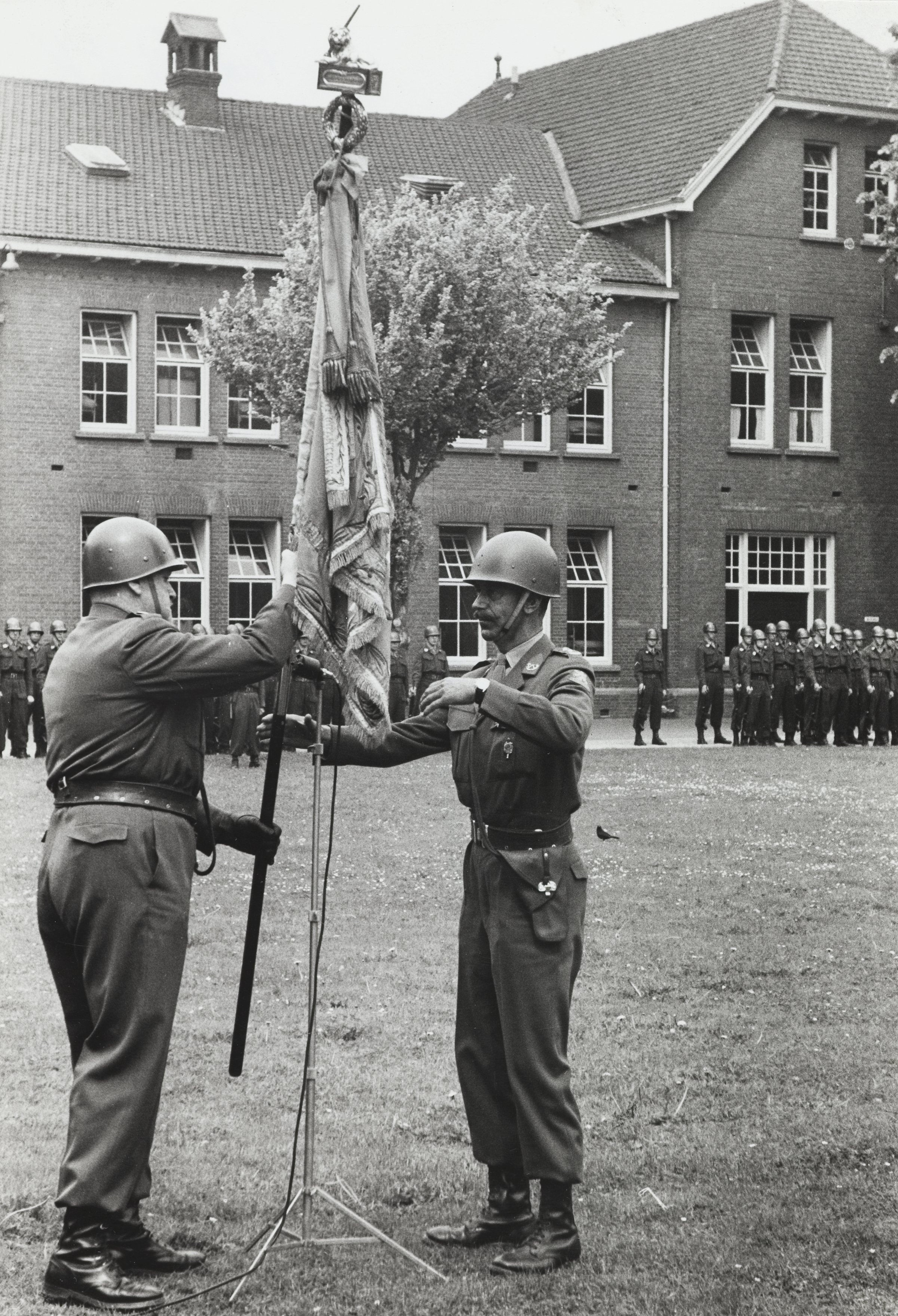
Commando-overdracht Regiment Infanterie Menno van Coehoorn d.m.v. overhandiging van het vaandel door lt.-kol. Luijkenaar aan lt.-kol. Kessels op de appèlplaats van de Tapijnkazerne in Maastricht (1963)

Het regiment werd opgericht op 1 juli 1950 als Regiment Mortieren Menno van Coehoorn, en is genoemd naar generaal Menno van Coehoorn (1641 - 1704). Van Coehoorn was de ontwerper van de mortier van 13 duim (ca. 33 cm). Al in 1953 wordt het hernoemd in Regiment Infanterie Menno van Coehoorn (RIMvC).
In het kader van de aanstaande mechanisering werd de naam van de parate infanteriebataljons (Infbat) op 1 november 1960 gewijzigd in Pantserinfanteriebataljon (Painfbat).
Het parate 47 Painfbat RIMvC was vanaf 1963 uitgerust met de AMX-PRI, die in 1978 werd vervangen door de YPR-765.
Ook het mobilisabele 46 Painfbat RIMvC (van 53 Painfbrig. van 1 LK) behoorde tot het RI Menno van Coehoorn, omdat het gevuld werd met personeel dat de parate diensttijd had doorgebracht bij 47 Painfbat RIMvC.
In 1977 wordt de traditie het voormalige 4e Regiment Infanterie uit Leiden (het “vuile vier”) ondergebracht bij RI Menno van Coehoorn. Aan het vaandel van het RI Menno van Coehoorn werden de cravatten van 4 R.I. bevestigd met de opschriften: "4 R.I. Valkenburg 1940" en "4 R.I. Java 1946-1949, Noord-Sumatra 1948-1949".
In 6 oktober 1995 wordt RI Menno van Coehoorn opgeheven. Het laatste bataljon van dit regiment was 47 Painfbat RIMvC , gelegerd in de Johannes Postkazerne te Havelte. Van 1993 tot en met 1997 (de opheffing) werden de tradities en naam voortgezet bij 451 Infanterie Beveiligings Compagnie RIMvC.
Het vaandel is opgelegd in het Infanterie Museum in Harskamp.

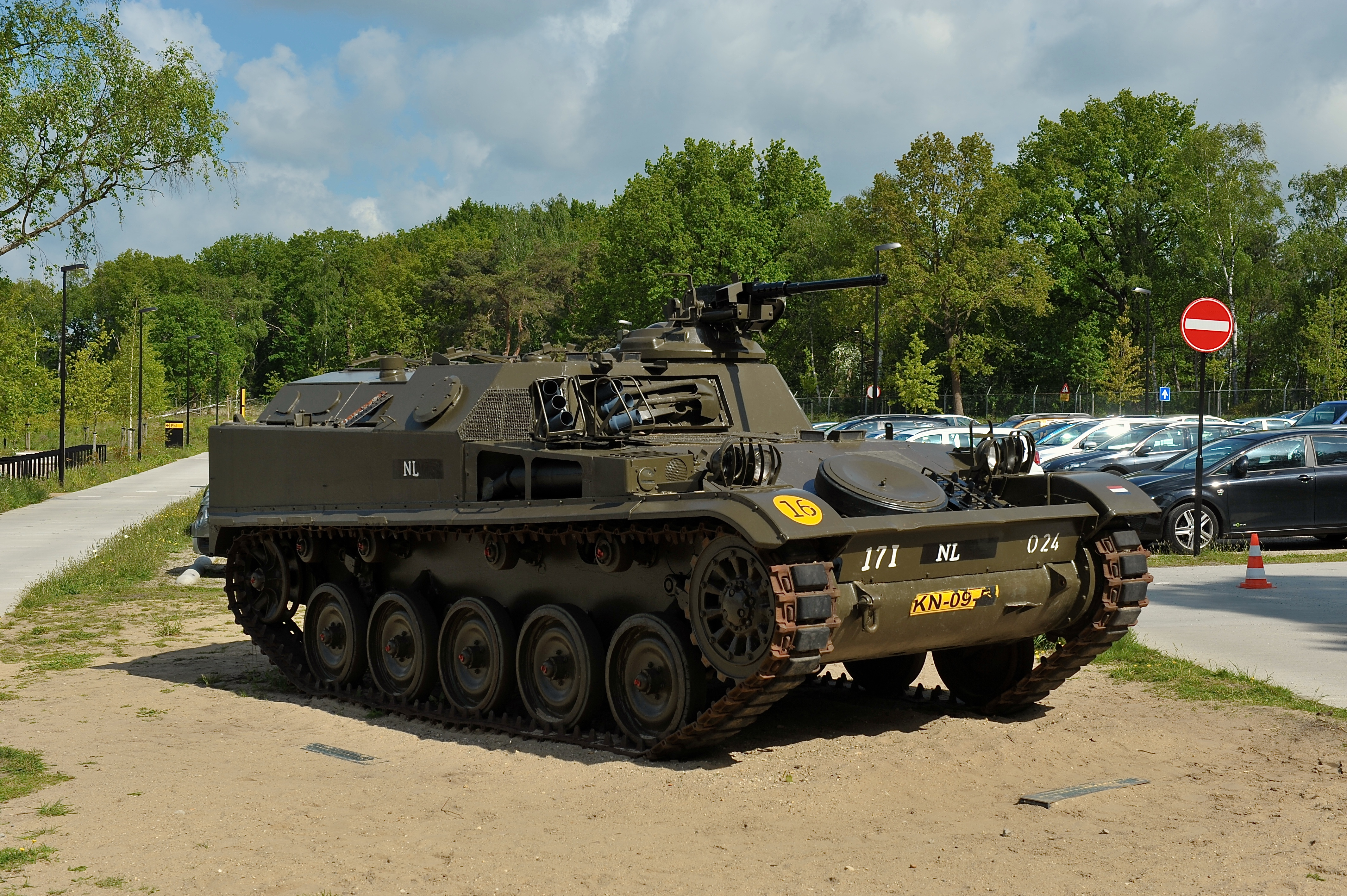
AMX-PRI
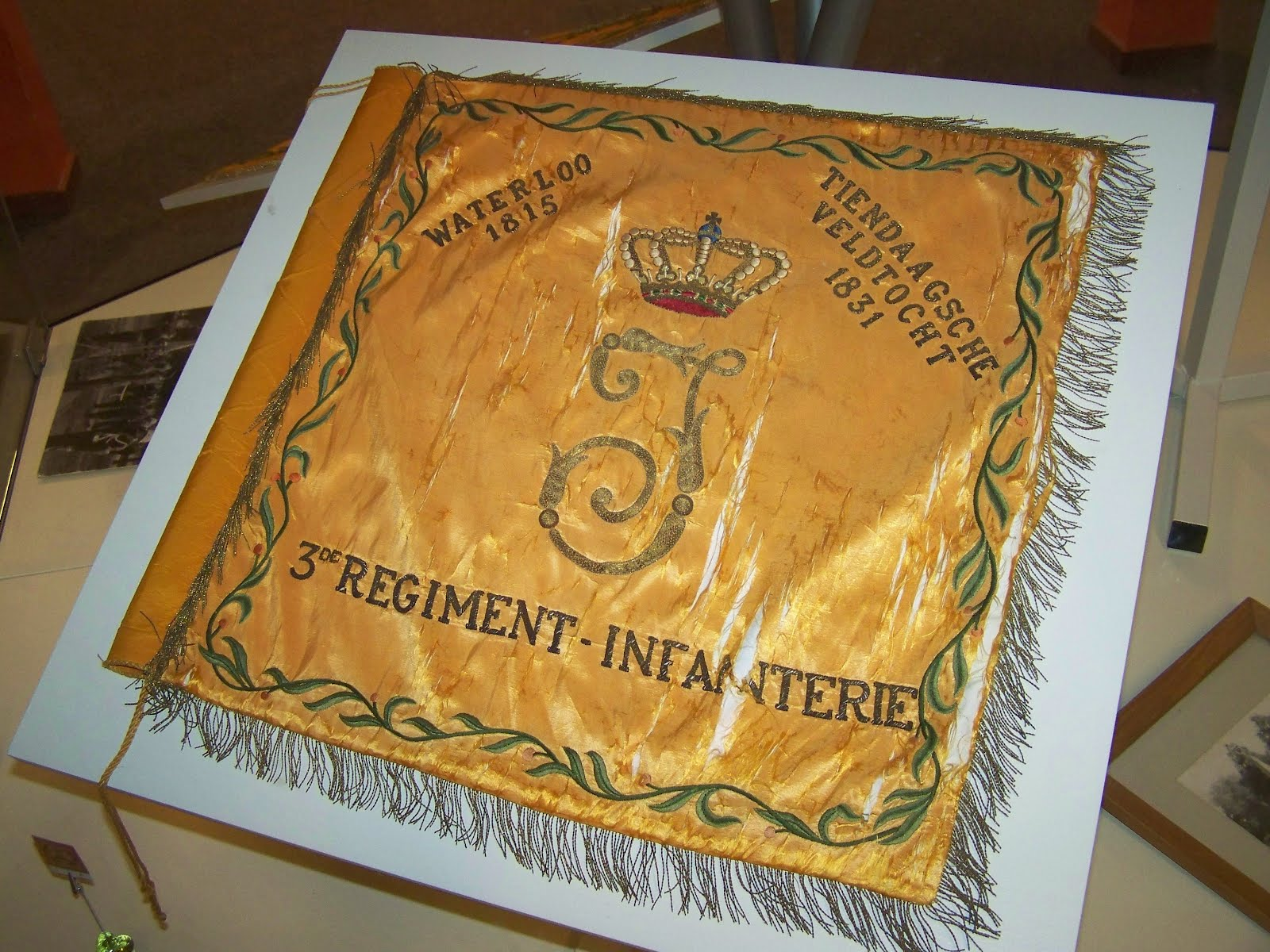
Vaandel van het 3e regiment infanterie